# Lilla Bommens torg
Lilla Bommens torg är ett torg i stadsdelen Gullbergsvass i centrala Göteborg. Torget är numrerat 2, 6 och 10, med fastighetsbeteckningarna Gullbergsvass 703:48, 703:49 respektive 703:45. Vid torgets östra del finns huvudsakligen tilläggsplatser för passagerarfärjor.

## Historia
Torget fick sitt namn 1883 efter läget vid Lilla Bommens hamn. Namnet förekommer i Göteborgs Adress- och Industrikalender första gången 1884, "--, mellan Lilla Bommens hamn, Göta elf och Bergslagsbanans område." Det kom till genom att vallgraven från Fattighusån till Lilla Bommen fylldes igen år 1878, då ett större område nordost om hamnen skapades. År 1843 utarbetades den hamnplan som omfattade Stora och Lilla Bommens hamnar med sina strandområden. En ny hamnplan tillkom 1857, främst på grund av järnvägarnas framväxt och Västra stambanan beräknades medföra stora trafikökningar för Göteborg. Här ingick en fortsatt utbyggnad kring Stora- och Lilla Bommens hamnar, från Järnvågen strax väster om Vallgraven, till den västra delen av Gullbergskajen i öster, direkt norr om Lilla Bommens torg. Dessa arbeten var klara kring 1874. 

### Järnvägen
Bergslagsbanan medförde att Gullbergskajen byggdes ut åt öster och den nya banans hamnspår förlades dit. Hamnbanan på Gullbergskajen stod klar 1879, då Bergslagsbanan invigdes i sin helhet. För Västgötabanan uppfördes ett stationshus vid torgets södra del. Det stod klart i juli år 1900 efter ritningar av Adrian C. Peterson. Byggnaden revs 1965, efter att bland annat ha varit polisstation på 1930-talet. Från omkring 1880 och fram till sent 1950-tal gick järnvägsspår över området.

### Barken Viking
Sedan 1994 ligger Barken Viking förtöjd längs Gullbergskajen, vid torgets norra del med nummer 10 som adress.

### Kajskjulen
Kajskjul 205 heter det södra av torgets två äldre magasinsbyggnader, uppförda någon gång mellan 1925 och 1927. Det norra heter Kajskjul 207, och innehåller numera en cirka 400 kvadratmeter stor eventlokal. De båda byggnaderna är cirka 40 meter långa och 15 meter breda.